# Ciberiada
Ciberiada (poloneză Cyberiada) este o serie de povestiri scrisă de Stanisław Lem, versiunea poloneză apărând prima oară în 1965. Protagoniștii seriei sunt Trurl și Klapaucius (ro: Trurl și Clapauțius), doi savanți, roboți, constructori și inventatori.
Marea majoritate a personajelor sunt fie roboți, fie mașini inteligente. Poveștile se concentrează pe problemele individuale și societate, precum și pe căutarea zadarnică a fericirii omului prin mijloace tehnologice. 

## Cuprins
- Povestiri despre roboți
  - Cei trei electrocavaleri[1]
  - Urechile de uraniu
  - Cum l-a înfrânt Erg Reanimatorul pe Față Palidă
  - Cei doi monștri
  - Moartea albă
  - Cum Micromil și Giganțian au pus pe fugă nebuloasele
  - Povestea computerului care s-a luptat cu balaurul[2]
  - Consilierii regelui Hidrops
  - Prietenul lui Automatei
  - Regele Globares și înțelepții
  - Povestea regelui Murdas

- Din cartea "Cifroticon" sau "Despre deviațiile, superfixațiile și variațiile inimii"
  - Povestea printului Ferrițius și a prințesei Cristala

- Ciberiada
  - Cum a fost salvată lumea
  - Mașina lui Trurl
  - Marea Chelfăneală

- Cele șapte expediții ale lui Trurl și Claupauțius
  - Expediția întâi sau Capcana lui Garganțian
  - Expediția întâi bis sau Electrobardul lui Trurl
  - Expediția a doua sau Oferta regelui Ferrocius
  - Expediția a treia sau Balaurii probabilității
  - Expediția a patra sau cum a pus Trurl în funcțiune Feminotronul, vrând să-l izbăvească pe prințul Pantarcticus de chinurile dragostei, și cum a fost apoi nevoie să folosească Pruncaruncatorul
  - Expediția a cincea sau Poznele regelui Baleryon
  - Expediția a cincea bis sau Consultația lui Trurl[3]
  - Expediția a șasea sau cum au creat Trurl și Claupațius un demon de gradul doi spre a-l învinge pe tâlharul Gurilă
  - Expediția a șaptea sau despre cum propria perfecțiune a lui Trurl a dus numai la rele

- Basmul despre cele trei mașini povestioare ale regelui Genialon[4]

- Altruizina sau povestea adevărată a sihastrului Bunițus care a vrut sa fericească cosmosul, și ce a ieșit din asta[4]

- Ferconex[4]

## Trurl și Clapauțius
Trurl și Clapauțius sunt doi străluciți roboți-ingineri, supranumiți "constructori" (deoarece pot construi practic orice doresc), capabili de fapte atribuite în general zeilor. De exemplu, în Expediția a șasea... Trurl creează o entitate capabilă să extragă informații precise din particule de gaz care se mișcă aleator, pe care a numit-o "demon de gradul doi" ("demonul de gradul întâi" fiind demonul lui Maxwell). Cu altă ocazie, prezentată în Expediția a doua..., cei doi constructori rearanjează stelele în apropierea planetei lor pentru a realiza un anunț publicitar.
Cei doi sunt prieteni foarte buni și rivali în același timp. Când nu sunt ocupați cu construirea de mecanisme revoluționare la casele lor, ei călătoresc prin univers și îi ajută pe cei care au nevoie. Fiind convinși că sunt buni și corecți, nu se sfiesc să accepte recompense frumoase pentru serviciile oferite, în caz contrar pedepsindu-i sever pe cei care și-au încălcat promisiunile.

## Lumea și locuitorii ei
Universul Ciberiadei este unul pseudo-medieval, în care există din abundență regate, cavaleri, prințese și chiar dragoni. În general, roboții sunt antropomorfi, au sexe, pot iubi și se pot căsători, handicapul fizic și mental, bătrânețea și moartea (mai ales prin accidente sau de crimă) sunt un lucru obișnuit - toate acestea fiind descrise prin intermediul unui limbaj mecanicist. Teoretic, moartea este evitabilă (prin reparații) și uneori chiar reversibilă. Profesorul lui Trurl și Klapaucius, Maestrul Cerebron, este mort, dar încă mai poate fi reanimat în mormântul său, după cum reiese din povestirea Ferconex. Nivelul tehnologic al majorității locuitorilor este tot pseudo-medieval - cu săbii, roboți-armăsari și spânzurători - care coexistă cu zborul spațial, tehnologiile extrem de avansate realizate de Constructori și arme și dispozitive futuriste folosite sau amintite în diverse situații. Există chiar și civilizații care au atins "SFD" - Suprema Fază a Dezvoltării, lucru menționat în povestirea Altruizina....
"Ciberiada" este,la drept vorbind,o alegorie,o alegorie in cea mai buna traditie a speciei.Nimic din ceea ce pe plan uman,poate constitui obiect de satira nu-i scapa scriitorului:birocratia,laudarosenia,parvenitismul,megalomania,goana dupa avutii,atentatul la libertatea de gandire,gratuitatile cu pretentii de arta,filozofia goala,lipsita de continut,folosirea dreptului fortei,fariseismul politic,tendintele belicoase ale unor conducatori...(Mihai Mitu).

## Povestiri romantice
Unele povestiri reprezintă parodii ale poveștilor romanțate despre cavaleri, care aprofundează probleme de psihologie și dinamică socială prezentându-le sub aspectul unor scene tipice desenelor animate. 
Un exemplu tipic în acest sens îl reprezintă Povestea prințului Ferrițius și a prințesei Cristala, în care un cavaler-robot se îndrăgostește de o prințesă-robot. Din nefericire, prințesa este o ființă excentrică, captivată de poveștile despre o civilizație non-robotică, numită "fețe palide" (oamenii). Ea este decisă să se mărite dor cu o "față palidă", așa încât cavalerul încearcă să se deghizeze în așa ceva. Când la palat sosește o adevărată "față palidă", prințesa își dă seama de diferența dintre omul real și robotul deghizat, dar realizează că adevărata "față palidă" o dezgustă. Pentru a nu da înapoi, ea îi pune pe cei doi pretendenți să se lupte; în timpul confruntării, carcasa metalică a robotului iese la iveală și, comparând-o cu urâțenia "feței palide", prințesa renunță la dorința ei excentrică. Povestea se încheie ca orice basm cu prințesa și cavalerul trăind fericiți până la adânci bătrânețe.

## Povestiri despre tehnologie și constructori
Majoritatea textelor povestesc despre modul în care Trurl și Clapauțius își folosesc extraordinarul talent tehnologic pentru a ajuta locuitorii planetelor medievale, deseori neutralizând tirani. De exemplu: 
În Expediția a doua..., Trurl și Clapauțius ajung pe o planetă al cărei rege adoră vânătoarea. După ce a învins toți prădătorii periculoși, a început să angajeze ingineri care să îi creeze noi bestii robotice pe care să le vâneze. Până la momentul sosirii celor doi, el îi executase pe toți ceilalți constructori, deoarece nu se dovediseră capabili să se ridice la înălțimea provocării. Odată sosiți pe planetă, Trurl și Clapauțius sunt arestați și somați să construiască o astfel de bestie în douăsprezece zile, sub amenințarea pedepsei cu moartea. Constructorii sunt astfel puși în fața unei dileme: dacă creația lor va fi ucisă de rege, acesta îi va executa, dar dacă ea îl va ucide pe rege, ei vor fi executați de cel care va urma la tron. Problema este rezolvată prin construirea unui animal care supraviețuiește vânătorii (într-o manieră specifică desenelor animate) și îl ia ostatic pe rege (într-un scenariu care implică polițiști falși și un fals ministru al poștelor și telegrafului), pentru a-l elibera doar după ce sunt îndeplinite toate cererile constructorilor.
În Expediția a șasea..., Trurl și Clapauțius sunt capturați de un pirat interstelar. Trurl se oferă să îi construiască o mașină capabilă să convertească hidrogenul în aur, dar piratul este doctor în filozofie și nu dorește bogății, ci cunoștințe. În consecință, Trurl îi contruiește un demon al lui Maxwell modificat capabil să culeagă informațiile codate în perturbațiile aleatoare ale particulele de gaz aflate în mișcare prin spațiu. În acest fel, piratul poate accesa toate informațiile din univers, dar înregistrarea acestora pe o bandă îi este fatală, ajungând să fie îngropat de nesfârșitele role de bandă.

## Povestiri despre căutarea fericirii și a societății ideale
Lem s-a arătat foarte interesat de problema naturii unei societăți ideale, lucru refectat de o serie de povestiri din acest volum. 
Altruizina... relatează povestea unui sihastru care se întâlnește pe rând cu Clapauțius și Trurl. Primul îi povestește cum s-a întâlnit cu un robot bătrân, de la care a dedus logic că trebuie să existe o civilizații care a atins Suprema Fază a Dezvoltării ("SFD"). Deoarece fiecare civilizație pretinde că a atins acest stadiu, identificarea celei care se află pe cea mai înaltă treaptă este dificilă. Călătorind prin univers în căutarea acelei civilizații, Clapauțius descoperă o "minune" care nu are o explicație rațională: o stea cubică orbitată de o planetă cubică pe care sunt scrise cu caractere uriașe literele SFD. Convins că a ajuns la capătul căutărilor, Clapauțius aterizează și descoperă 100 de indivizi care sta și nu fac nimic. Strădania constructorului de a obține din partea lor răspunsuri se soldează cu teleportarea lui departe în spațiu, cu nava plină de daruri. Clapauțius se decide să abordeze problema într-un mod diferit și construiește o mașină gigantică capabilă să simuleze întregul univers, incluzând un membru al civilizației SFD. Interogat asupra faptului că SFD nu ajută civilizațiile mai putin avansate, robotul răspunde că acest lucru a fost încercat în trecut, dar s-a dovedit contra-productiv (de exemplu, crearea pe o planetă a câtorva milioane de dispozitive de îndeplinire a dorințelor a dus la distrugerea planetei în câteva ore). În cele din urmă, el îi furnizează lui Clapauțius formula "Altruizinei" – o substanță care permite indivizilor aflați într-o anumită zonă să-și împărtășească sentimentele și emoțiile, fie ele de durere sau de bucurie. Ideea din spatele altruizinei este aceea că oamenii care și-ar simți durerea unii altora i-ar trata pe ceilalți ca pe ei înșiși.
După ce produce o cantitate mare de altruizină, Clapauțius îl trimite pe sihastru să ajute populația de pe o planetă. Rezultatele se dovedesc dezastruoase: țăranii ajung să simtă durerile facerii experimentate de o vacă, persoanele deprimate sunt atacate violent, casa unor tineri însurăței este înconjurată de persoane dornice să împărtășească plăcerile sexuale, etc. În cele din urmă, dorința sihastrului de a-i ajuta pe ceilalți se întoarce împotriva lui, mulțimea înfuriată bătându-l și torturându-l până când robotul - abia scăpat cu viață - decide să renunțe la scopul său altruist.
În Ferconex, Trurl se hotărăște să creeze o rasă de roboți fericiți. Prima încercare duce la apariția unor roboți incapabili să fie nefericiți, chiar dacă ar fi bătuți, ceea ce duce la ridiculizarea lui de către Clapauțius. Pasul următor este acela al unei culturi colectiviste dedicată fericirii comune, care evoluează până la stadiul obligării lui Trurl și Clapauțius de a zâmbi, cânta și de a fi fericiți, independent de voința lor. Trurl renunță și la acest proiect și construiește o societate perfectă în interiorul unei cutii. Reprezentanții societății dau naștere unei religii care propovăduiește perfecțiunea cutiei și vrea să convertească între universul exterior la această perfecțiune, apelând la forță dacă este nevoie. În continuarem Trurl dă naștere la sute de lumi miniaturale care să atingă fericirea în moduri diferite: unele sunt distruse în urma unor revoluții și războaie, altele ajungând la stadiul obișnuit al oricărei civilizații, dar fără ca vreuna să ajungă la o perfecțiune intrinsecă sau la fericire. Sătul de exeprimentele nereușite, Trurl constuiește un calculator în care realizează o clonă a sa, care să rezolve problema. Nici această soluție nu dă rezultate, calculatorul și Trurl-clona multiplicându-se la infinit în căutarea rezolvării, ceea ce îl determină pe adevăratul Trurl să le distrugă și să înceteze căutarea fericirii universale.

## Traduceri în limba română
- 1976 - Ciberiada, Ed. Albatros, Colecția "Fantastic club", traducere Mihai Mitu, 302 pag.
- 1994 - Ciberiada, Ed. Nemira, Colecția "Nautilus", nr. 42, traducere Mihai Mitu, 440 pag., ISBN 973-569-032-2

Din motive de cenzură comunistă, ediția apărută la editura Albatros în 1976 nu include ultimele trei povestiri. Ediția apărută la editura Nemira în 1994 a remediat această problemă, conținând traducerea integrală a cărții lui Lem.

## Vezi și
- 1965 în științifico-fantastic